# فورد ريني
فورد ريني (بالإنجليزية: Ford Rainey) (8 أغسطس 1908 – 25 يوليو 2005) كان ممثلًا أمريكيًا اشتهر بأدواره في التلفزيون والسينما والمسرح، وامتدت مسيرته المهنية لأكثر من ستة عقود.

## حياته المبكرة
ولد فورد ريني في ماونت فيرنون، بولاية واشنطن، ودرس في كلية أوريغون للموسيقى والدراما، ثم تلقى تدريبًا مسرحيًا إضافيًا في الأكاديمية الأمريكية للفنون المسرحية بمدينة نيويورك. عمل في شبابه كحطّاب، وصياد، وصحفي، ومذيع إذاعي.

## المسيرة المهنية
بدأ ريني مسيرته كممثل مسرحي في ثلاثينيات القرن العشرين، ثم انتقل إلى السينما والتلفزيون في الأربعينيات. عُرف بأدائه الثابت، وظهر في مجموعة كبيرة من المسلسلات والأفلام.

### أبرز الأعمال التلفزيونية
- رجل الستة ملايين دولار – بدور والد ستيف أوستن
- The Bionic Woman
- The Waltons
- Bonanza
- غان سموك
- إي آر (توضيح)
- Matlock
- The King of Queens

### أبرز الأفلام
- White Heat (1949)
- Two Rode Together (1961)
- Touched by Love (1980)
- Halloween II (1981)
- Warning Sign (1985)
- Lost in America (1985)

### جدول زمني مختصر لمسيرته
| السنة       | الحدث                                                               |
| ----------- | ------------------------------------------------------------------- |
| 1939        | بدأ العمل كممثل مسرحي                                               |
| 1949        | أول ظهور بارز في فيلم "White Heat"                                  |
| 1970s       | لعب أدوارًا متكررة في مسلسلات شهيرة مثل "The Six Million Dollar Man" |
| 1980s–1990s | استمر بالظهور في أدوار داعمة في السينما والتلفزيون                  |
| 2003        | آخر ظهور تلفزيوني قبل التقاعد                                       |

## حياته الشخصية ووفاته
تزوج من شيلا هايد، وله منها ابن واحد. قضى سنواته الأخيرة في سونا لانا بولاية كاليفورنيا. توفي في 25 يوليو 2005 عن عمر يناهز 96 عامًا، نتيجة سكتة دماغية.